# SN 2001ap
SN 2001ap – supernowa odkryta 15 marca 2001 roku w galaktyce A121823-0154. W momencie odkrycia miała maksymalną jasność 18,90m.